# NGC 4026
NGC 4026 је лентикуларна галаксија у сазвежђу Велики медвед која се налази на NGC листи објеката дубоког неба.
Деклинација објекта је + 50° 57' 43" а ректасцензија 11h 59m 25,0s. Привидна величина (магнитуда) објекта NGC 4026 износи 10,7 а фотографска магнитуда 11,7. Налази се на удаљености од 15,300 милиона парсека од Сунца. NGC 4026 је још познат и под ознакама UGC 6985, MCG 9-20-52, CGCG 269-29, PGC 37760.